# Hofstetten (Baviera)
Hofstetten è un comune tedesco di 1 768 abitanti, situato nel land della Baviera.